# ایستاده در شب

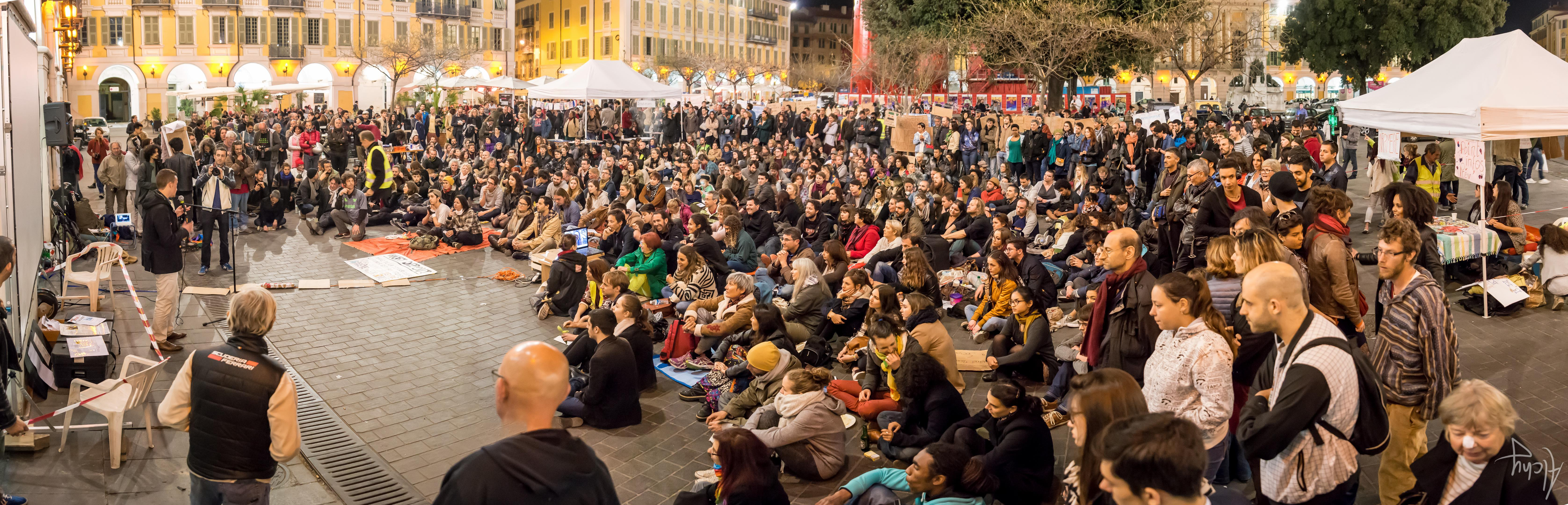
گردهمایی دوستانه «ایستاده در شب» در نیس برگزار شد، 15 مارس 2016

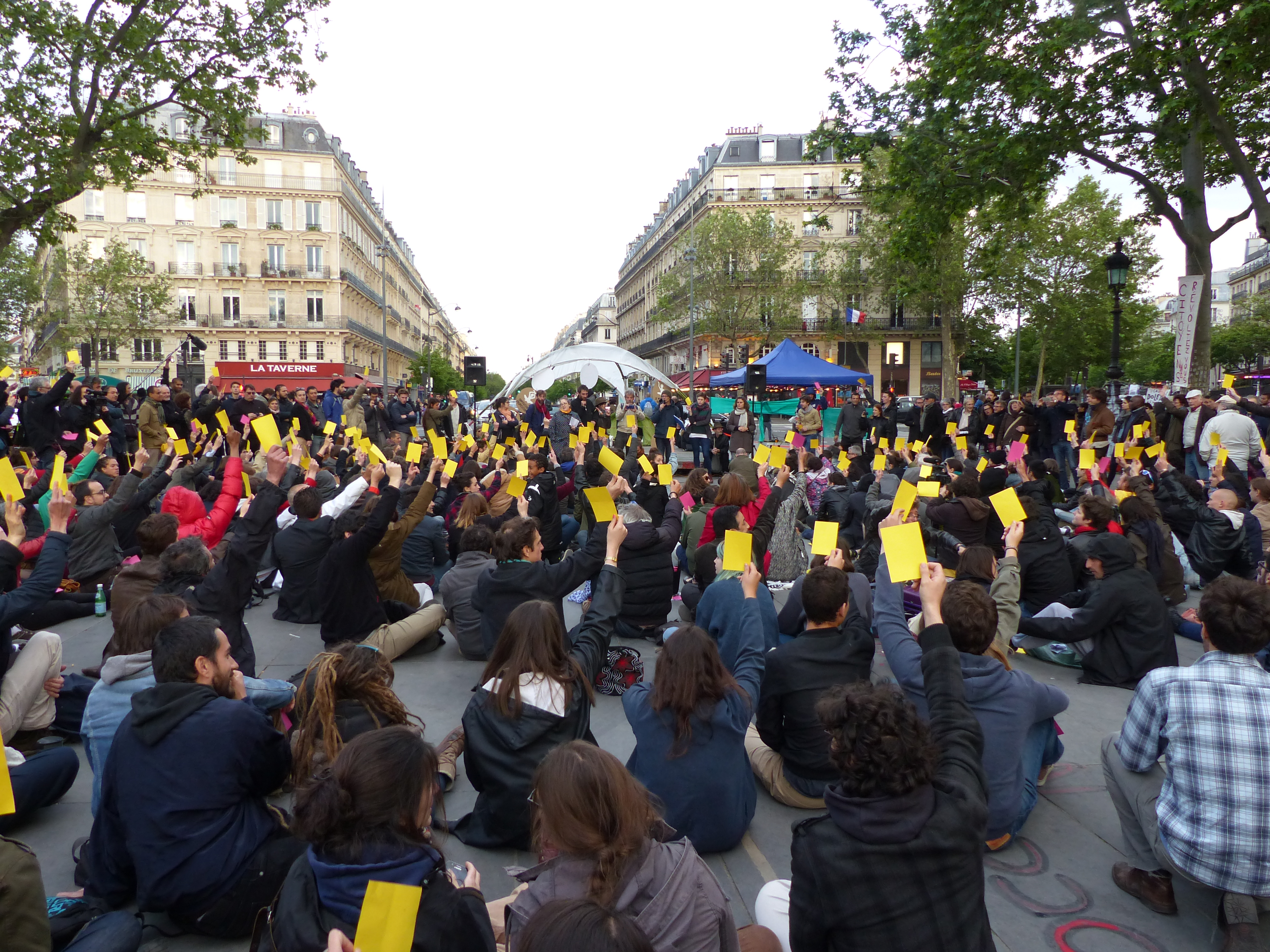
معترضان در میدان - ۲۰۱۶/۰۵/۱۴

ایستاده در شب (فرانسوی: Nuit debout‎)، یک جنبش اجتماعی در فرانسه بود که در ۳۱ مارس ۲۰۱۶ آغاز شد و ناشی از تظاهرات علیه اصلاحات کارگری و قانون کار پیشنهاد شده ازطرف دولت به عنوان «قانون الخمری» بود. این جنبش برای یک هدف گسترده سازماندهی شده بود و یکی از اهداف آن سرنگونی این لایحه و مخالفت با آن را به جهانیان نشان می‌داد.
این جنبش اعتراضی در هفته اول اعلام موجودیت خود از میدان پلاس دو لا رپوبلیک پاریس به سراسر فرانسه و سپس کشورهای همسایه مانند بلژیک و نقاط دیگری از اروپا گسترش یافت.
در مجامع این جنبش که با اعتراضات شبانه برگزار می‌شد، شرکت کنندگان با دادن شعار علیه سیاست‌های اقتصادی و بعضی قانون‌های مصوب علیه کارگران اعتراض می‌کردند و خواستار اصلاح و توجه دولت در مسایل مختلف اجتماعی و اقتصادی چون: بحران اشتغال، بی سرپناهی و جابجایی پناه جویان، کمبودهای نظام آموزشی، مشکل بیماری زوال عقل، شکار فراریان مالیاتی، مسئله شرکت‌های صندوق پستی، امتیازات سیاست مداران و ... هستند.

لایحه اصلاح قانون کار به نام مریم الخمری، وزیر کار فرانسه مشهور شده است. او در سپتامبر سال گذشته با وعده کاهش نرخ بیکاری به جای فرانسوا روبسامان، در کابینه قرار گرفت.